# Paretroplus
Paretroplus (Syn.: Lamena Allgayer, 1998) ist eine Buntbarschgattung, die auf Madagaskar endemisch ist. Zwei Arten leben in Süßgewässern der östlichen Küstenebene, während die anderen nur in Seen und Flüssen im Nordwesten Madagaskars vorkommen. Der Gattungsname nimmt auf die nahe Verwandtschaft zur südindischen Buntbarschgattung Etroplus Bezug.

## Merkmale
Paretroplus-Arten werden 15 bis 40 cm lang. Ihr Körper ist mäßig bis sehr hochrückig, die Schnauze spitz, das Maul endständig oder leicht unterständig. Generell sind in strömenden Gewässern lebende Arten schlanker, die in stehenden Gewässern lebenden stark hochrückig. Von allen anderen auf Madagaskar vorkommenden Buntbarscharten unterscheiden sich die Paretroplus-Arten durch die einzelne Zahnreihe in jedem Kiefer, die Beschuppung nur durch glattrandige Rundschuppen und die zahlreichen Afterflossenstacheln (7 bis 11). Die Kieferzähne sind nicht zahlreich, einspitzig, spatenförmig und stehen weit auseinander. Die vorn liegenden, vor allem die auf dem Zwischenkieferbein (Prämaxillare), sind größer als die weiter hinten liegenden. Die Basen von Rücken- und Afterflosse werden von Schuppentaschen eingefasst, in die die Flossen teilweise hineingelegt werden können. Die Schwanzflosse schließt gerade ab oder ist eingebuchtet. Ausgewachsene Exemplare der meisten Arten zeigen deutliche vertikale Streifen auf den Körperseiten.

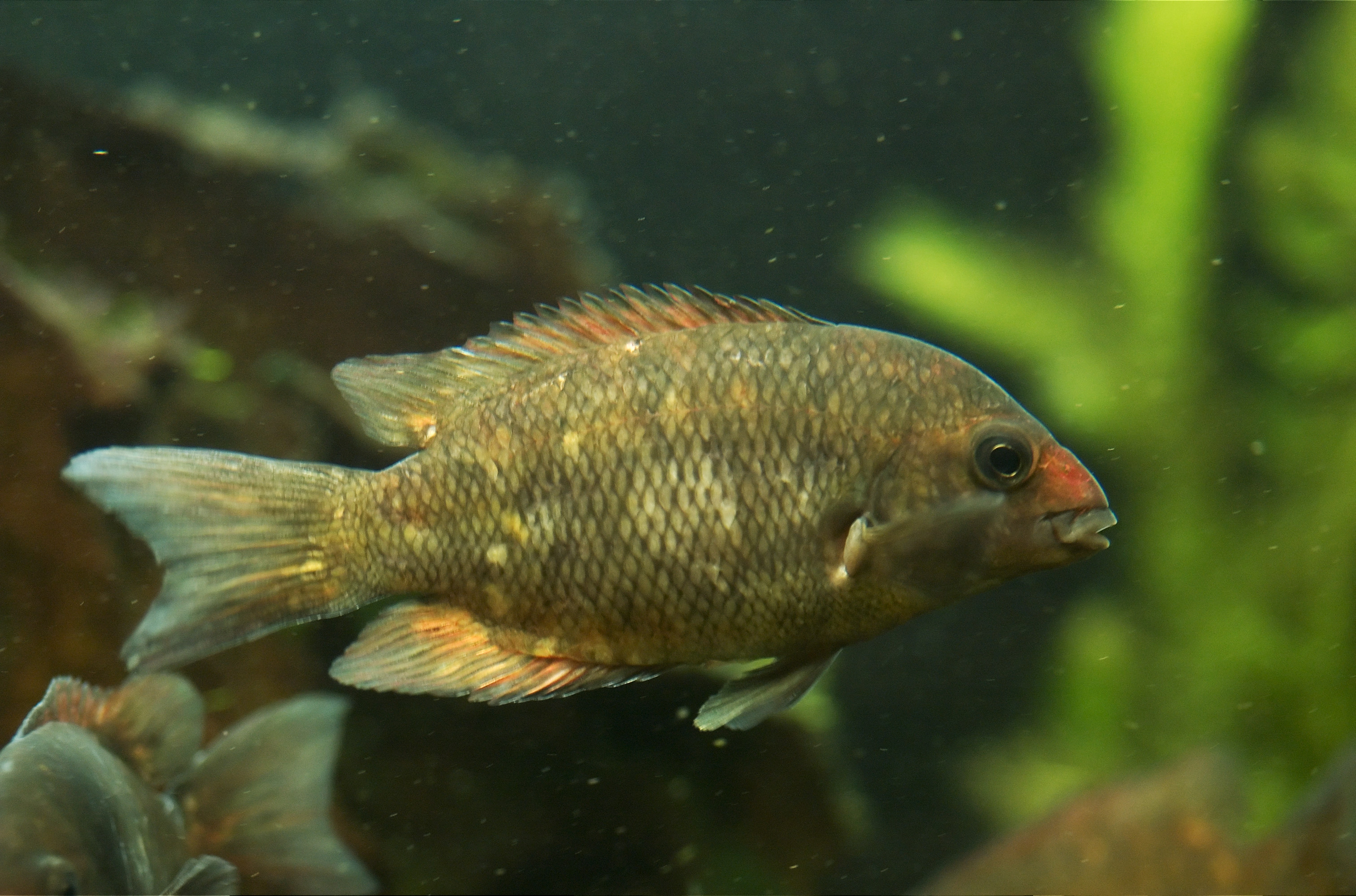
Paretroplus kieneri

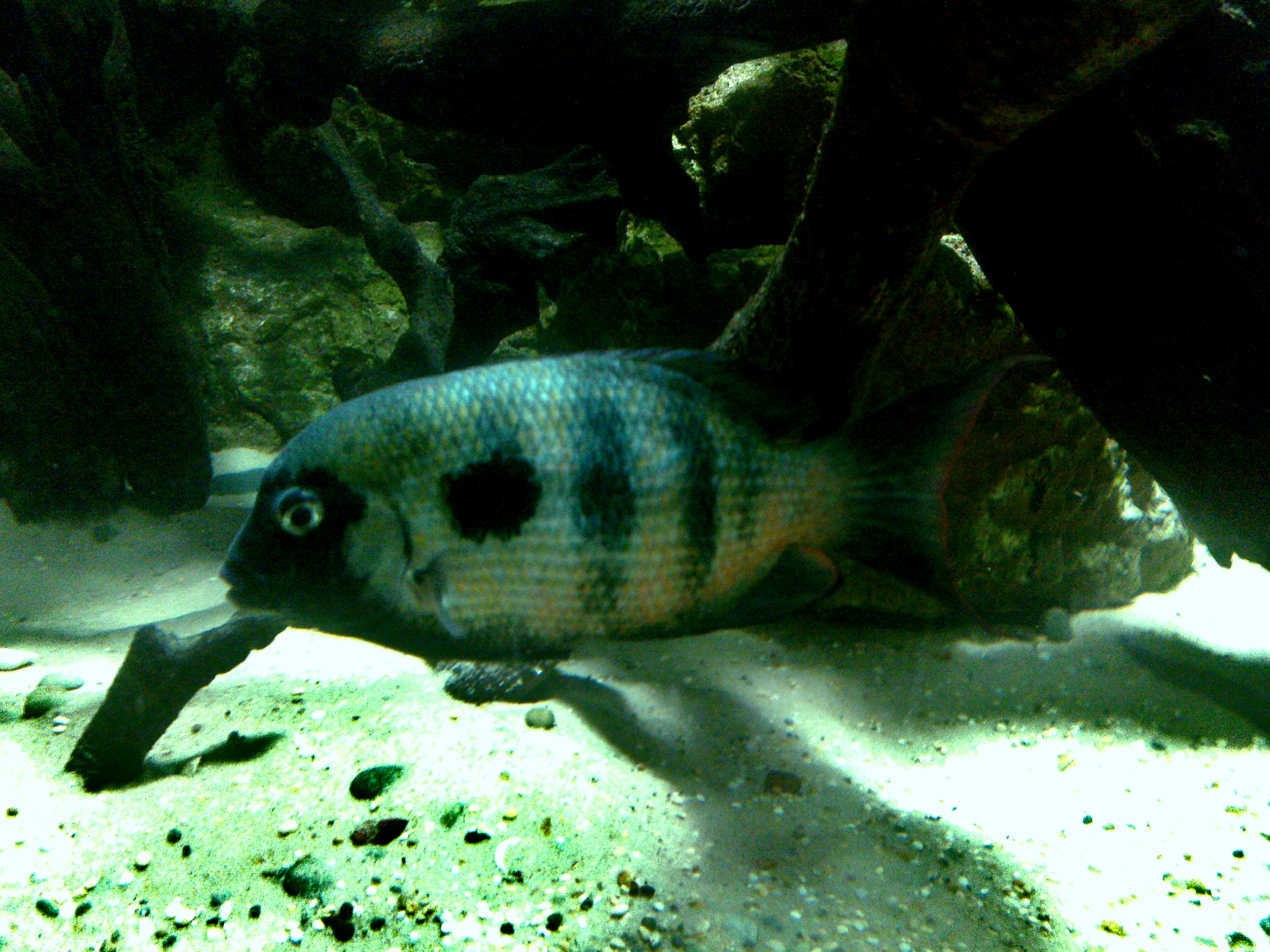
Paretroplus maculatus

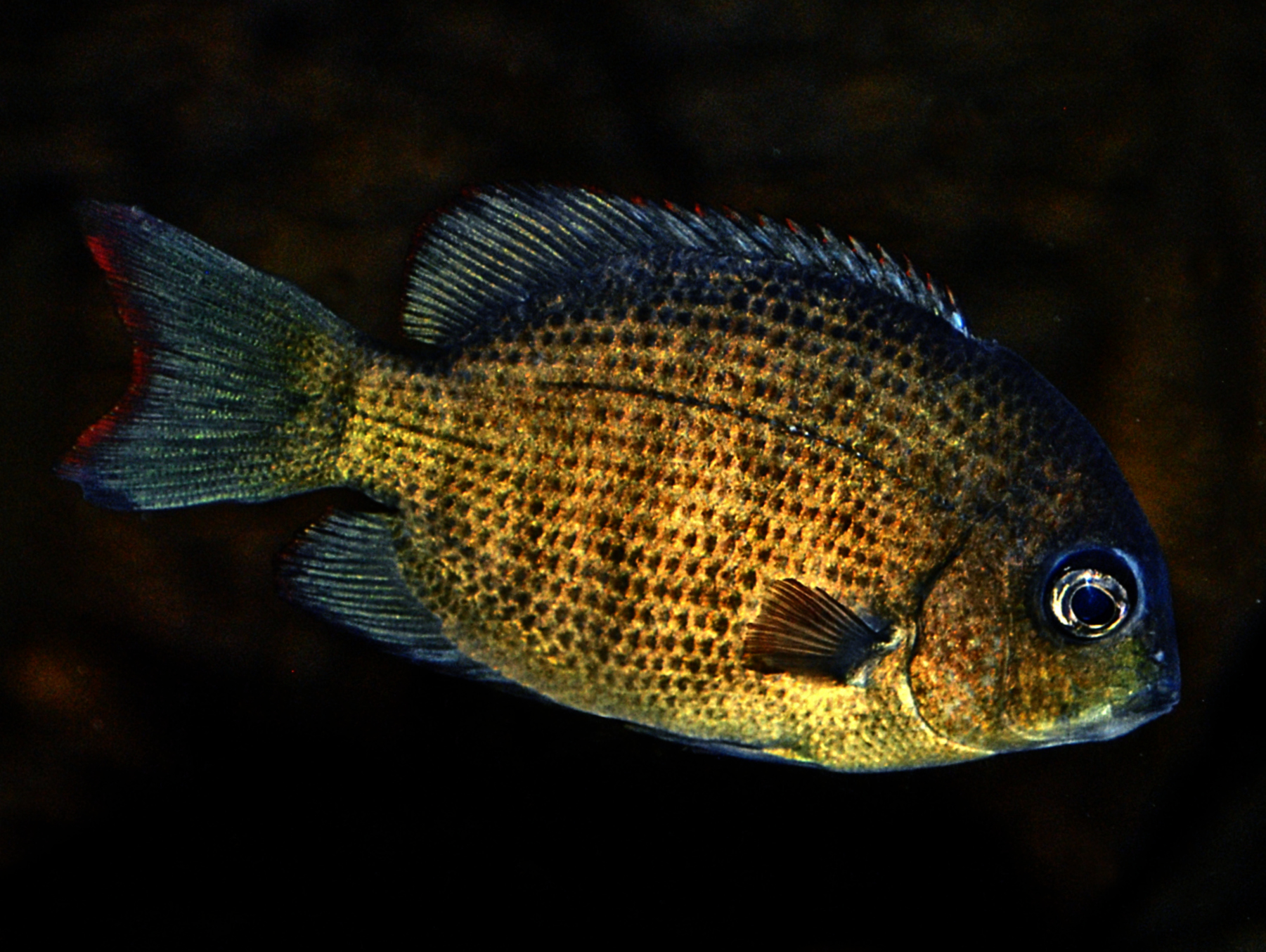
Paretroplus menarambo

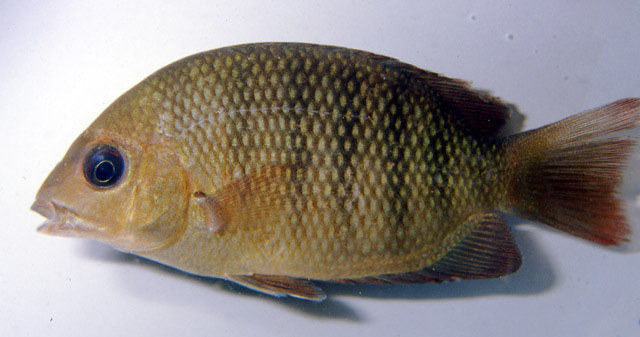
Paretroplus polyactis

## Lebensweise
Paretroplus-Arten leben in Süßgewässern bis 300 m über NN, einige Arten auch im Brackwasser. Sie sind Allesfresser und ernähren sich vor allem von Schnecken, Süßwassergarnelen und anderen wasserbewohnenden Wirbellosen und allerlei pflanzlichem Material. Sie sind monogame Substratlaicher und bilden eine Elternfamilie. In schnell strömenden Gewässern lebende Arten wie Paretroplus nourissati und Paretroplus tsimoly laichen in Höhlen, die anderen auf offenen Felsflächen oder auf versunkenen Hölzern. Das Gelege umfasst selten bis zu 500 rosa, beige oder olivfarbene Eier. Das Brutterritorium wird noch lange nach dem Freischwimmen der Jungfische verteidigt. Aquariennachzuchten erreichen die Geschlechtsreife mit einem Alter von 18 bis 24 Monaten, ihre Endgröße erreichen die Fische mit einem Alter von drei bis fünf Jahren.

## Arten
Gegenwärtig (2012) gibt es 13 beschriebene Arten. Daneben sind noch zwei weitere, bisher unbeschriebene Arten bekannt:
- Paretroplus dambabe Sparks, 2002
- Paretroplus damii Bleeker, 1868
- Paretroplus gymnopreopercularis Sparks, 2008
- Paretroplus kieneri Arnoult, 1960
- Paretroplus lamenabe Sparks, 2008
- Paretroplus loisellei Sparks & Schelly, 2011
- Paretroplus maculatus Kiener & Maugé, 1966, Unterlauf des Betsiboka.
- Paretroplus maromandia Sparks & Reinthal, 1999
- Paretroplus menarambo Allgayer, 1996
- Paretroplus nourissati (Allgayer, 1998)
- Paretroplus petiti Pellegrin, 1929
- Paretroplus polyactis Bleeker, 1878
- Paretroplus tsimoly Stiassny, Chakrabarty & Loiselle, 2001

## Äußere Systematik
Im Unterschied zu allen anderen madagassischen Buntbarschgattungen gehört die Gattung Paretroplus nicht zur Unterfamilie Ptychochrominae, sondern bildet als recht ursprüngliche Buntbarschgattung gemeinsam mit der indischen Gattung Etroplus die Unterfamilie Etroplinae, die an der Basis des Buntbarschstammbaums steht.

## Gefährdung

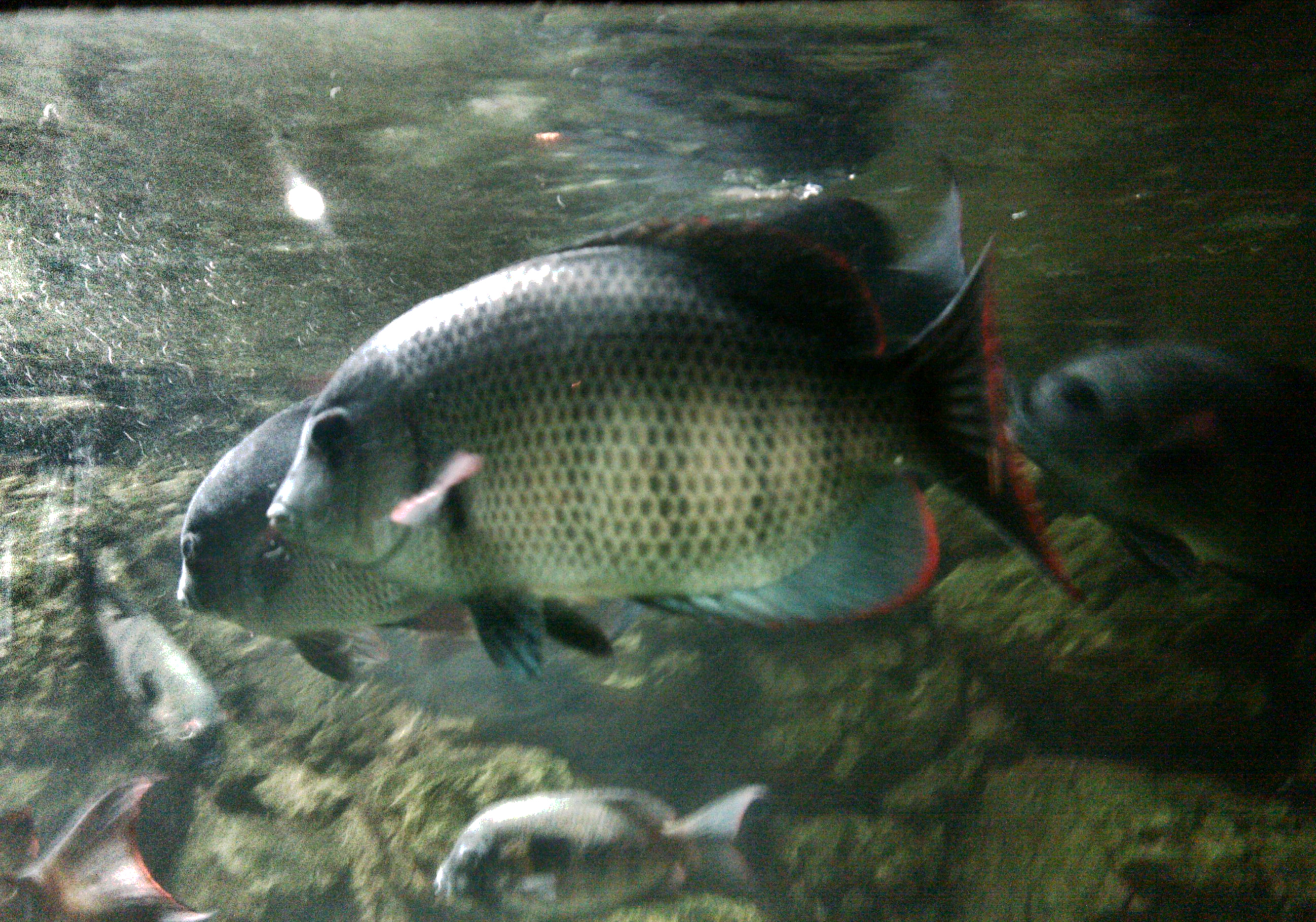
Paretroplus menarambo im Zoo London

Durch Überfischung, fortschreitende Biotopzerstörung, die Einfuhr fremder Fischarten wie Tilapien, Forellenbarschen, Riesenguramis, Karpfen, Gambusen und Guppys, die mit den Buntbarschen um Nahrung konkurrieren bzw. deren Junge fressen, sind die meisten Paretroplus-Arten gefährdet. P. menarambo ist in freier Natur schon ausgestorben und wird nur noch durch Aquariennachzuchten erhalten. P. maculatus steht kurz vor dem Aussterben. Verschiedene Institutionen versuchen durch Erhaltungszuchten die Madagassischen Buntbarsche vor dem Aussterben zu bewahren.